# Język tillamook
Język tillamook (także Hutyéyu) – wymarły w 1970 roku język z rodziny salisz, używany niegdyś w północno-zachodniej części stanu Oregon w USA przez plemiona Tillamook i Siletz.
Grupa badaczy z Uniwersytetu Hawajskiego przeprowadziła wywiad z nielicznymi, którzy władali językiem tillamook i stworzyła liczący 120 stron słownik.